# Discografia de Capital Inicial
A discografia da banda Capital Inicial contém 14 álbuns de estúdio, 5 álbuns ao vivo, 2 EPs, 5 DVDs e 63 singles.

## Álbuns

### Álbuns de estúdio
| Álbum                         | Detalhes                                                                               | Certificações |
| ----------------------------- | -------------------------------------------------------------------------------------- | ------------- |
| Capital Inicial               | - Lançamento: agosto de 1986 - Formato: LP, CD - Gravadora: Polydor                    |               |
| Independência                 | - Lançamento: 7 de setembro de 1987 - Formato: LP, CD - Gravadora: Polydor             |               |
| Você não Precisa Entender     | - Lançamento: outubro de 1988 - Formato: LP, CD - Gravadora: Polydor                   |               |
| Todos os Lados                | - Lançamento: dezembro de 1989 - Formato: LP, CD - Gravadora: Polydor                  |               |
| Eletricidade                  | - Lançamento: novembro de 1991 - Formato: LP, CD - Gravadora: RCA                      |               |
| Rua 47                        | - Lançamento: 1995 - Formato: CD - Gravadora: QC Records                               |               |
| Atrás dos Olhos               | - Lançamento: 5 de maio de 1998 - Formato: CD - Gravadora: Abril                       |               |
| Rosas e Vinho Tinto           | - Lançamento: 14 de abril de 2002 - Formato: CD - Gravadora: Abril                     |               |
| Gigante!                      | - Lançamento: 16 de novembro de 2004 - Formato: CD - Gravadora: Sony BMG               | - : Ouro      |
| MTV Especial: Aborto Elétrico | - Lançamento: 18 de junho de 2005 - Formato: CD - Gravadora: Sony BMG                  |               |
| Eu Nunca Disse Adeus          | - Lançamento: 27 de maio de 2007 - Formato: CD - Gravadora: Sony BMG                   |               |
| Das Kapital                   | - Lançamento: 2 de junho de 2010 - Formato: CD, download digital - Gravadora: Sony     |               |
| Saturno                       | - Lançamento: 24 de novembro de 2012 - Formato: CD, download digital - Gravadora: Sony |               |
| Sonora                        | - Lançamento: 14 de dezembro de 2018 - Formato: CD, download digital - Gravadora: Sony |               |

### Álbuns ao vivo
| Álbum                              | Detalhes                                                                               | Certificações  |
| ---------------------------------- | -------------------------------------------------------------------------------------- | -------------- |
| Capital Inicial ao Vivo            | - Lançamento: 1996 - Formato: CD - Gravadora: QC Music                                 |                |
| Acústico MTV: Capital Inicial      | - Lançamento: 26 de maio de 2000 - Formato: CD - Gravadora: Abril                      | - : 3× Platina |
| Multishow ao Vivo: Capital Inicial | - Lançamento: 1 de agosto de 2008 - Formato: CD, download digital - Gravadora: Sony    | - : 2× Platina |
| Rock in Rio: Capital Inicial       | - Lançamento: 9 de julho de 2012 - Formato: CD, download digital - Gravadora: Sony     |                |
| Acústico NYC                       | - Lançamento: 18 de novembro de 2015 - Formato: CD, download digital - Gravadora: Sony | - Ouro         |
| Capital Inicial 4.0                | - Lançamento: 26 de agosto de 2022 - Formato: CD, download digital - Gravadora: Warner |                |

### EPs
| Álbum               | Detalhes                                                                        |
| ------------------- | ------------------------------------------------------------------------------- |
| Descendo o Rio Nilo | - Lançamento: 1985 - Formato: LP - Gravadora: CBS                               |
| Viva a Revolução    | - Lançamento: 22 de julho de 2014 - Formato: Download digital - Gravadora: Sony |

### Coletâneas
| Álbum                       | Detalhes                                              |
| --------------------------- | ----------------------------------------------------- |
| O Melhor do Capital Inicial | - Lançamento: 1994 - Formato: CD - Gravadora: Polydor |
| Remixes                     | - Lançamento: 1998 - Formato: CD - Gravadora: Polydor |

## Singles

### Como artista principal
| Título                                         | Ano  | Certificações | Álbum                              |
| ---------------------------------------------- | ---- | ------------- | ---------------------------------- |
| "Descendo o Rio Nilo"                          | 1985 |               | Descendo o Rio Nilo                |
| "Música Urbana"                                | 1986 |               | Capital Inicial                    |
| "Fátima"                                       | 1986 |               | Capital Inicial                    |
| "Leve Desespero"                               | 1987 |               | Capital Inicial                    |
| "Psicopata"                                    | 1987 |               | Capital Inicial                    |
| "Independência"                                | 1987 |               | Independência                      |
| "Prova"                                        | 1988 |               | Independência                      |
| "Pedra na Mão"                                 | 1988 |               | Você Não Precisa Entender          |
| "Fogo"                                         | 1989 |               | Você Não Precisa Entender          |
| "Todos os Lados"                               | 1989 |               | Todos os Lados                     |
| "Belos e Malditos"                             | 1990 |               | Todos os Lados                     |
| "Mickey Mouse em Moscou"                       | 1990 |               | Todos os Lados                     |
| "O Passageiro"                                 | 1991 |               | Eletricidade                       |
| "Kamikaze"                                     | 1992 |               | Eletricidade                       |
| "Todas as Noites"                              | 1992 |               | Eletricidade                       |
| "O Mundo"                                      | 1998 |               | Atrás dos Olhos                    |
| "Eu Vou Estar"                                 | 1998 |               | Atrás dos Olhos                    |
| "1999"                                         | 1998 |               | Atrás dos Olhos                    |
| "Terceiro Mundo Digital"                       | 1999 |               | Atrás dos Olhos                    |
| "Tudo que Vai"                                 | 2000 |               | Acústico MTV: Capital Inicial      |
| "Primeiros Erros (Chove)"                      | 2000 |               | Acústico MTV: Capital Inicial      |
| "Natasha"                                      | 2001 | : Platina     | Acústico MTV: Capital Inicial      |
| "Cai a Noite"                                  | 2001 |               | Acústico MTV: Capital Inicial      |
| "À Sua Maneira"                                | 2002 |               | Rosas e Vinho Tinto                |
| "Quatro Vezes Você"                            | 2002 | : Platina     | Rosas e Vinho Tinto                |
| "Mais"                                         | 2002 |               | Rosas e Vinho Tinto                |
| "Como Devia Estar"                             | 2003 |               | Rosas e Vinho Tinto                |
| "Incondicionalmente"                           | 2003 |               | Rosas e Vinho Tinto                |
| "Olhos Vermelhos"                              | 2003 |               | Rosas e Vinho Tinto                |
| "Sem Cansar"                                   | 2004 |               | Gigante!                           |
| "Não Olhe pra Trás"                            | 2004 |               | Gigante!                           |
| "Respirar Você"                                | 2005 |               | Gigante!                           |
| "Que País É Este?"                             | 2005 |               | MTV Especial: Aborto Elétrico      |
| "Anúncio de Refrigerante"                      | 2006 |               | MTV Especial: Aborto Elétrico      |
| "Eu Nunca Disse Adeus"                         | 2007 | : Platina     | Eu Nunca Disse Adeus               |
| "Aqui"                                         | 2007 |               | Eu Nunca Disse Adeus               |
| "A Vida é Minha"                               | 2008 |               | Eu Nunca Disse Adeus               |
| "Algum Dia"                                    | 2008 | : Platina     | Multishow ao Vivo: Capital Inicial |
| "Dançando com a Lua"                           | 2008 | : Platina     | Multishow ao Vivo: Capital Inicial |
| "Mulher de Fases"                              | 2009 |               | Multishow ao Vivo: Capital Inicial |
| "Depois da Meia Noite"                         | 2010 |               | Das Kapital                        |
| "Vivendo e Aprendendo"                         | 2010 |               | Das Kapital                        |
| "Como Se Sente"                                | 2011 |               | Das Kapital                        |
| "Vamos Comemorar"                              | 2012 |               | Das Kapital                        |
| "O Lado Escuro da Lua"                         | 2012 |               | Saturno                            |
| "Saquear Brasília"                             | 2013 |               | Saturno                            |
| "Sol Entre Nuvens"                             | 2013 |               | Saturno                            |
| "O Bem, o Mal e o Indiferente"                 | 2013 |               | Saturno                            |
| "Melhor do que Ontem"                          | 2014 |               | Viva a Revolução                   |
| "Viva a Revolução" (part. Cone Crew Diretoria) | 2014 |               | Viva a Revolução                   |
| "Coração Vazio" (part. Thiago Castanho)        | 2015 |               | Viva a Revolução                   |
| "Vai e Vem" (part. Seu Jorge)                  | 2015 |               | Acústico NYC                       |
| "Não Me Olhe Assim"                            | 2018 |               | Sonora                             |
| "Tudo Vai Mudar"                               | 2018 |               | Sonora                             |
| "Só Eu Sei"                                    | 2018 |               | Sonora                             |
| "Pensando em Você" (part. Mariana Volker)      | 2021 |               | Não adicionado à nenhum álbum      |
| "Amor em Vão" (part. Samuel Rosa)              | 2022 |               | Capital Inicial 4.0                |
| "Noite e Dia" (part. Gretel Paganini)          | 2022 |               | Capital Inicial 4.0                |

### Como artista convidado
| Título                                         | Ano  | Álbum                    |
| ---------------------------------------------- | ---- | ------------------------ |
| "Mais" (Kiko Zambianchi part. Capital Inicial) | 2014 | Kiko Zambianchi Acústico |